# Andreas Martin Petersen
Andreas Martin Petersen (8. august 1813 i København – 26. januar 1875 i Malmø) var en dansk maler og litograf.
Han var søn af silke- og klædekræmmer Johannes Petersen og Georgine Christiane Bloch, besøgte Kunstakademiet og gennemgik dets klasser indtil Modelskolen. Petersen søgte 1840 Akademiet om rejsestipendium for at uddanne sig videre til litograf i München, opnåede ikke stipendiet, men synes alligevel at have opholdt sig i München (i alle tilfælde 1841). Ifølge Pietro Krohn viste han tidligt "en usædvanlig Lethed i Kridtbehandlingen, og han søgte mere end alle sine samtidige at gjengive noget af Malerens Penselføring".
Han udstillede på Charlottenborg Forårsudstilling 1835 (Studie af en gammel Mand) og 1839, men efter at være begyndt som maler kastede han sig over litografien og udstillede 1839 to litograferede portrætter. Han har bl.a. udført portrætter i litografi af kommandørkaptajn C.W. Jessen (1839 efter maleri af F.C. Gröger fra 1813), H.C. Andersen, Bertel Thorvaldsen, A.S. Ørsted (begge 1839), professor J.F. Schouw (alle 4 efter C.A. Jensen), J.P. Jensen (1849), general Hans Hedemann (1849), L.D. Bruun og C.C. Zahrtmann (1850). Han er repræsenteret i Kobberstiksamlingen.
A.M. Petersen bosatte sig 1849 i Malmø, hvor han virkede som tegnelærer (bl.a. for den skånske landskabsmaler Gustaf Rydberg) og litograf. Han var ugift.